# Rachel Bloom
Rachel Leah Bloom (Manhattan Beach, 3 de abril de 1987) es una actriz, comediante, cantante, escritora, productora y compositora estadounidense.

## Carrera
Bloom estudió teatro en la New York University Tisch School of the Arts, de la que se graduó en 2009.
Creó, escribió e interpretó el personaje de Rebecca Bunch para la serie de The CW Crazy Ex-Girlfriend, por el que recibió un Globo de Oro a la mejor actriz de serie de televisión-Comedia o musical y un Premio de la Crítica Televisiva a la mejor actriz en serie de comedia en 2016 y un Primetime Emmy en 2019. También realizó el vídeo "Fuck Me, Ray Bradbury", que fue candidato al Premio Hugo.

## Trabajos

### Cine
| Año  | Título                | Papel |
| ---- | --------------------- | ----- |
| 2018 | Most Likely to Murder | Kara  |

### Televisión
| Año           | Título                                 | Papel                             | Notas |
| ------------- | -------------------------------------- | --------------------------------- | --- |
| 2011          | Allen Gregory                          |                                   | Guionista; 4 episodios: "Pilot", "1 Night in Gottlieb", "Gay School Dance" y "Full Blown Maids"                                                          |
| 2012          | How I Met Your Mother                  | Wanda                             | 1 episodio: "The Drunk Train" |
| 2012-14       | Robot Chicken                          | Ariel, Woman y April O'Neil (voz) | 17 episodios; también guionista |
| 2013-14       | La Naranja Molesta                     | Chickpea, Breakfast Pastry (voz)  | 2 episodios; guionista del episodio "Little Cart of Scaries"                                                                                             |
| 2014-16       | BoJack Horseman                        | Voz de Laura y guionista/Sharona  | 5 episodios: "BoJack Horseman: The BoJack Horseman Story, Chapter One", "The Telescope", "Say Anything", "BoJack Hates the Troops" y "Old Acquaintances" |
| 2014          | Elf: Buddy's Musical Christmas         | Voces adicionales                 | Telefilm |
| 2015-presente | Crazy Ex-Girlfriend                    | Rebecca Bunch                     | Cocreadora, productora ejecutiva y guionista |
| 2016          | Adam Ruins Everything                  | Ella misma                        | Episodio: "Adam Ruins Hollywood" |
| 2017          | Bill Nye Saves the World               | Ella misma                        | 2 episodios: "The Original Mars Invasion", "The Sexual Spectrum"                                                                                         |
| 2017          | Nightcap                               | Ella misma                        | Episodio: "Spinster Code" |
| 2019          | Batman vs Teenage Mutant Ninja Turtles | Voz Batgirl                       | Película |

### Vídeos
| Año  | Título                                            | Papel                      |
| ---- | ------------------------------------------------- | -------------------------- |
| 2010 | Fuck Me, Ray Bradbury                             | Rachel                     |
| 2011 | I Steal Pets                                      | Rachel                     |
| 2011 | I Was a Mermaid and Now I'm a Pop Star            | Rachel                     |
| 2011 | Charlie Brown: Blockhead's Revenge                | Lucy Van Pelt, Sally Brown |
| 2012 | The Secret of the Gypsy Queen                     | Ilsa                       |
| 2012 | Pictures of Your Dick                             | Rachel                     |
| 2012 | You Can Touch My Boobies                          | Rachel                     |
| 2012 | We Don't Need a Man                               | Rachel                     |
| 2013 | Die When I'm Young                                | Rachel                     |
| 2013 | If Disney Cartoons Were Historically Accurate     | Princesa Rachel            |
| 2013 | Chanukah Honey                                    | Rachel                     |
| 2013 | Luigi's Ballad                                    | Princesa Peach (voz)       |
| 2014 | NOBODY WILL WATCH THE F*CKING TONY AWARDS WITH ME | Rachel                     |
| 2014 | The OCDance!                                      | Rachel                     |
| 2016 | Holy Shit (You've Got to Vote)                    | Ella misma                 |
| 2017 | Ladyboss                                          | Rachel                     |
| 2017 | I Don't Care About Award Shows                    | Rachel                     |
| 2017 | Sex Junk                                          | Rachel (Bill Nye Show)     |

## Premios y nominaciones

### Hugo
| Año  | Categoría                  | Trabajo               | Resultado |
| ---- | -------------------------- | --------------------- | --------- |
| 2011 | Best Dramatic Presentation | Fuck Me, Ray Bradbury | Nominado  |

### Globo de Oro
| Año  | Categoría                                             | Trabajo             | Resultado |
| ---- | ----------------------------------------------------- | ------------------- | --------- |
| 2016 | Mejor Actriz de Serie de Televisión-Comedia o Musical | Crazy Ex-Girlfriend | Ganadora  |